# Бутч Гартман
Бутч Гартман (англ. Butch Hartman; нар. 10 січня 1965) — американський аніматор, художник і продюсер, творець мультсеріалів ТУРБО Пес, Дивакуваті родичі і Денні-Фантом.

## Фільмографія

### Актор
- Дивакуваті родичі: Подорослішай, Тіммі Тернер! — 2009 — Офіціант
- Дивакуваті родичі: Дуже дивне Різдво — 2012 — Королер Різдва

### Творець
- Денні Фантом
- Дивакуваті родичі
- ТУРБО Пес
- Oh Yeah! Cartoons

### Продюсер
- Pet Star
- Джонні Браво

### Дизайнер
- Том і Джеррі

### Запрошена зірка
- Вперед — до успіху